# Stadtkirche Geising

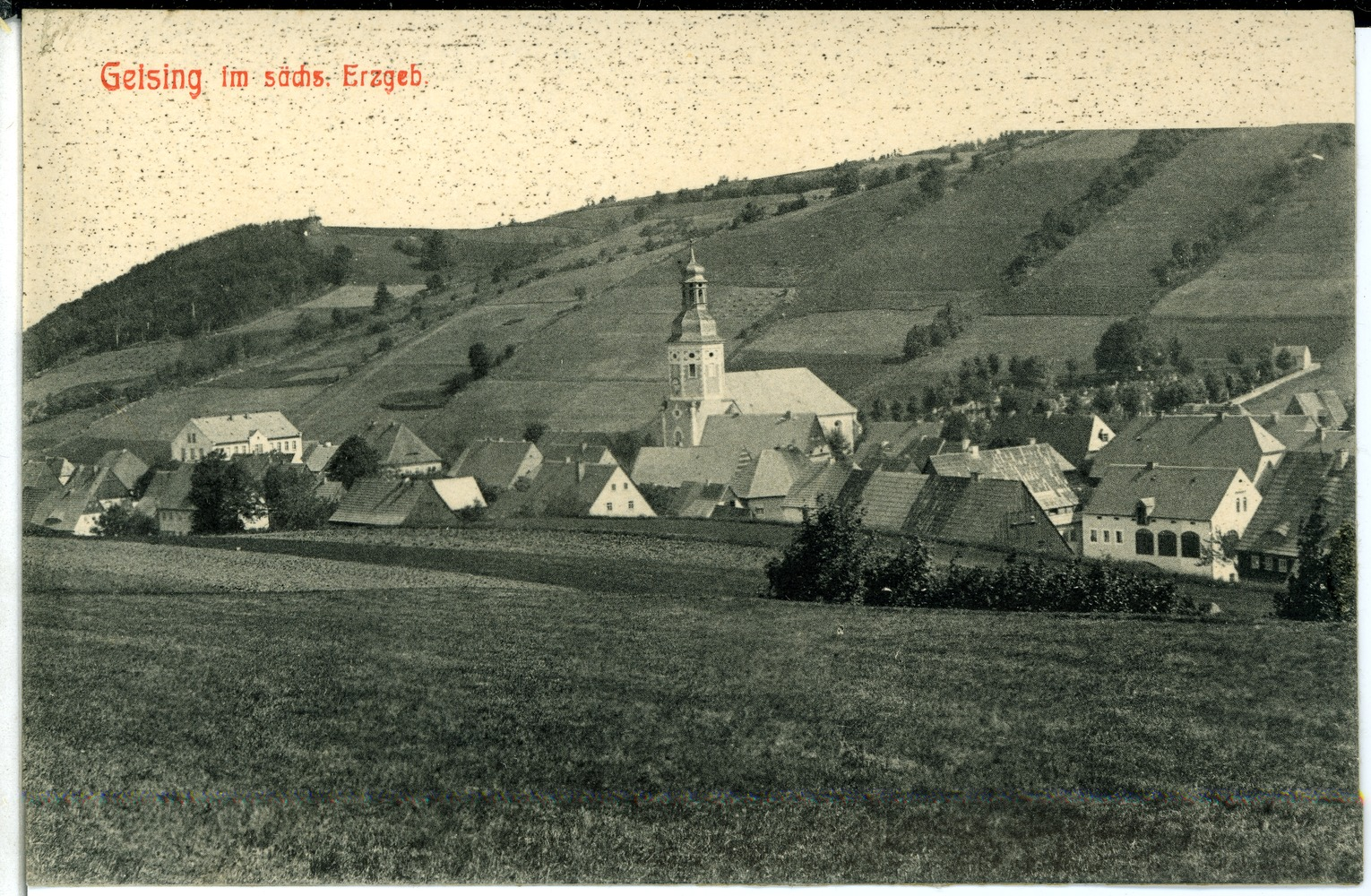
Blick zur Stadtkirche Geising (1902)

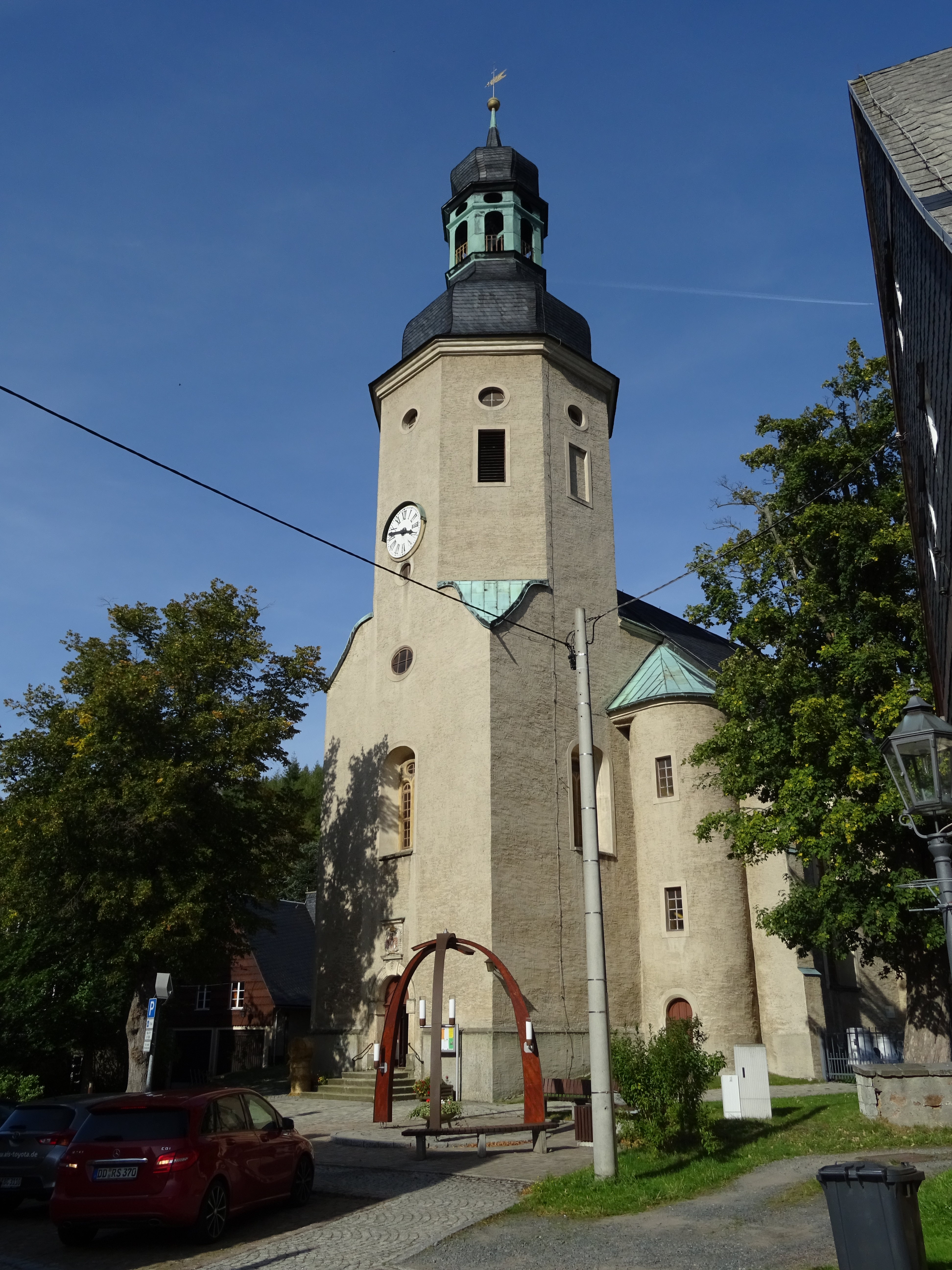
Stadtkirche Geising

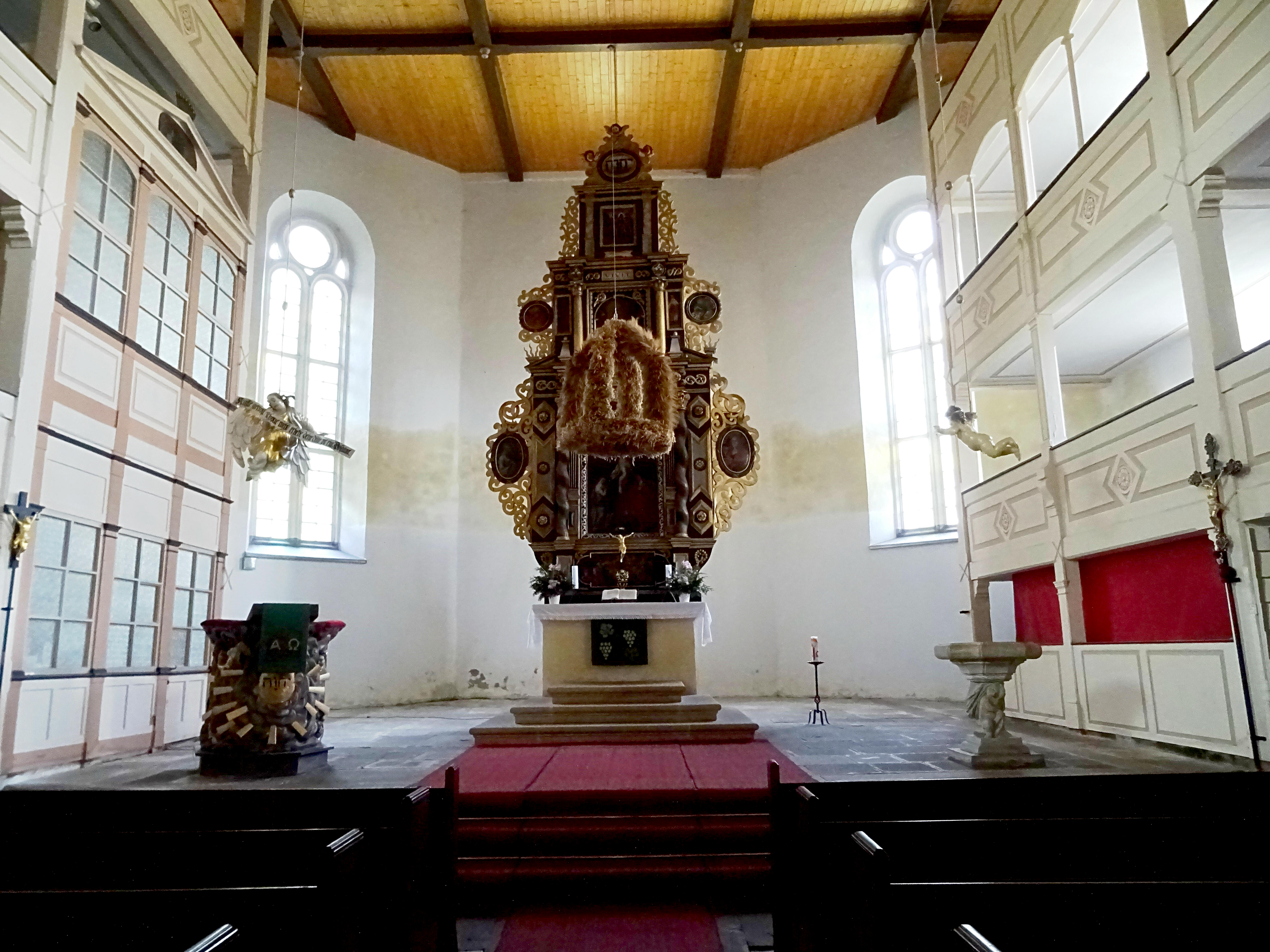
Blick zum Altar

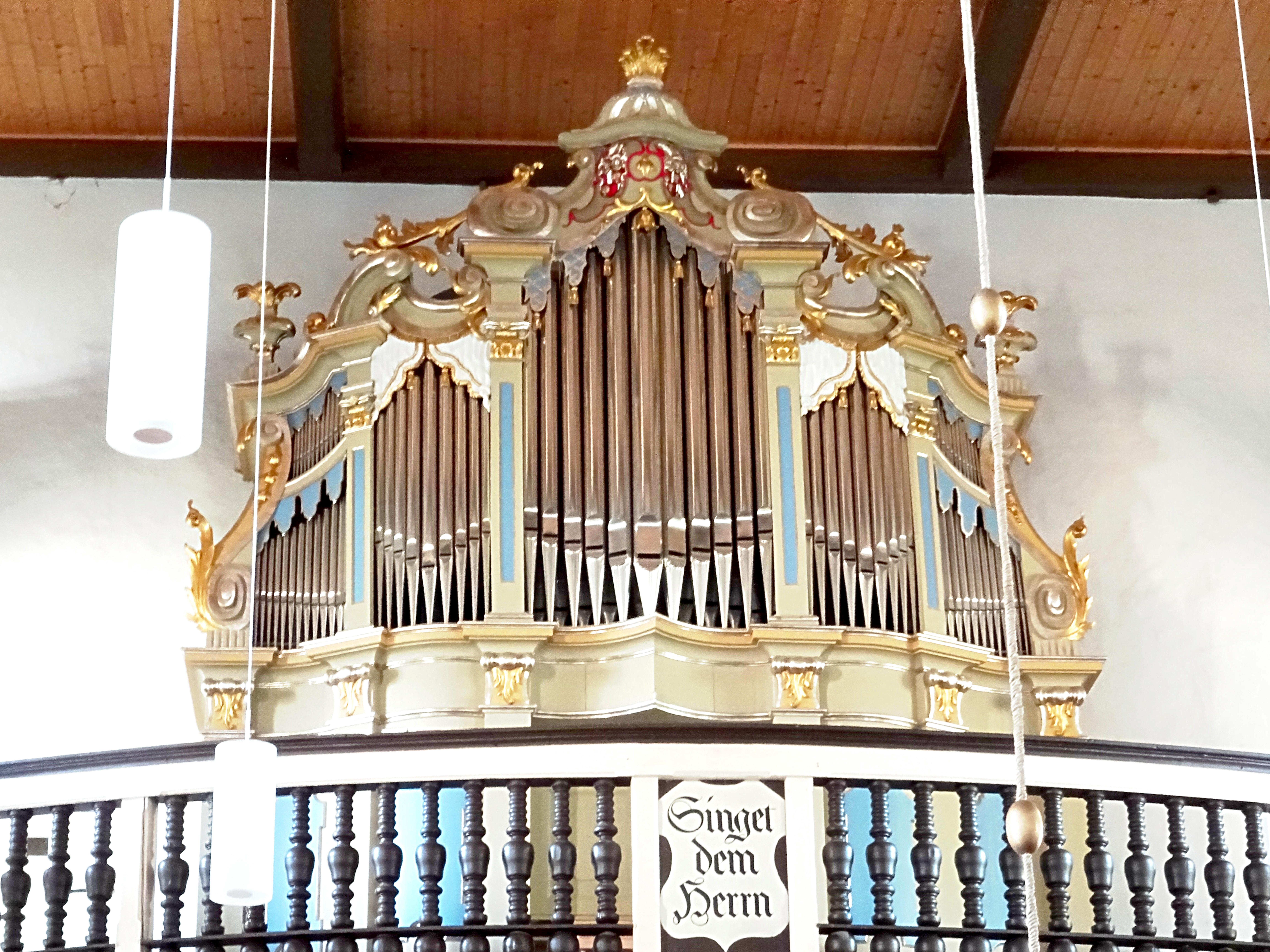
Blick zur Orgel

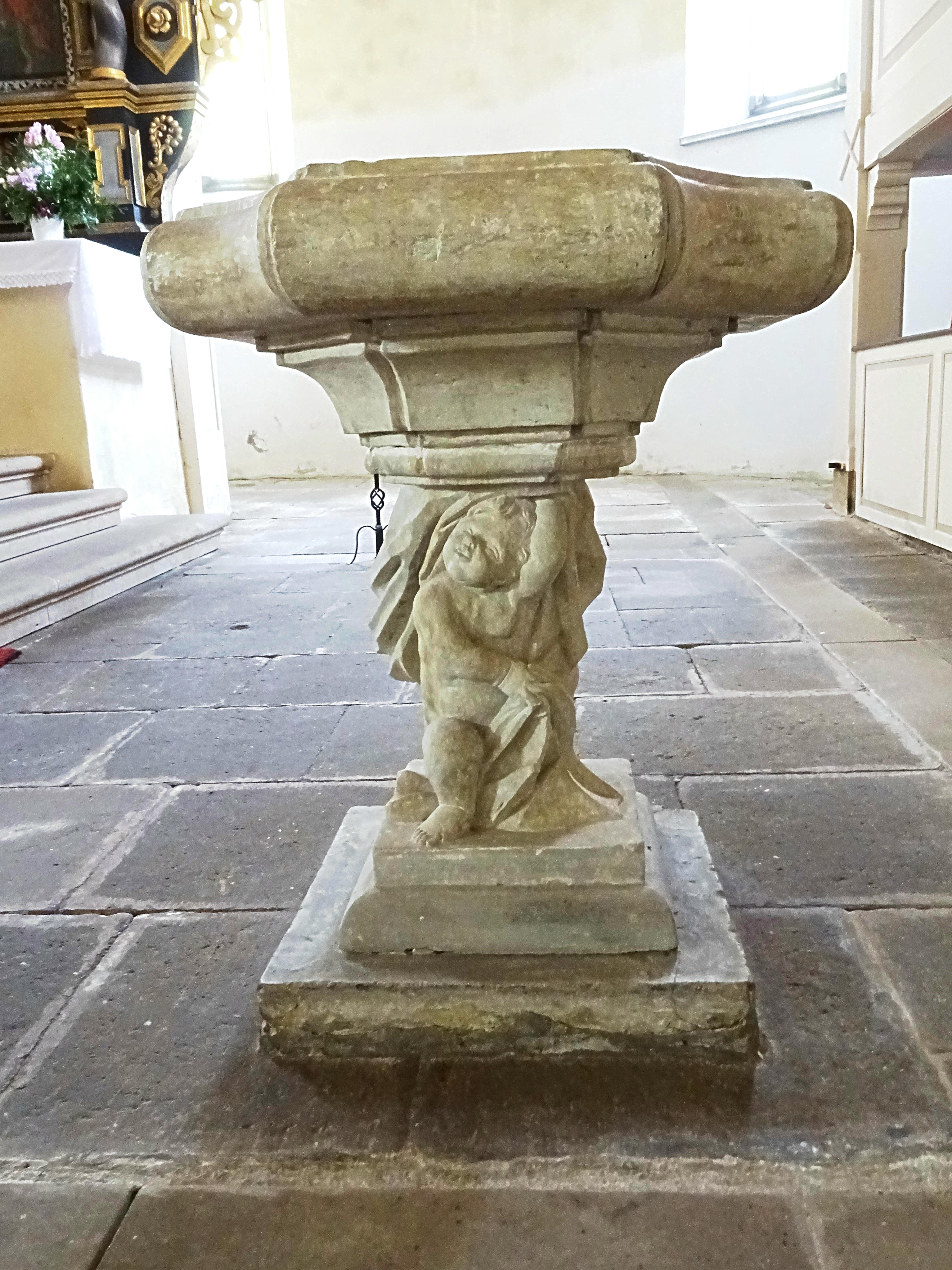
Taufstein

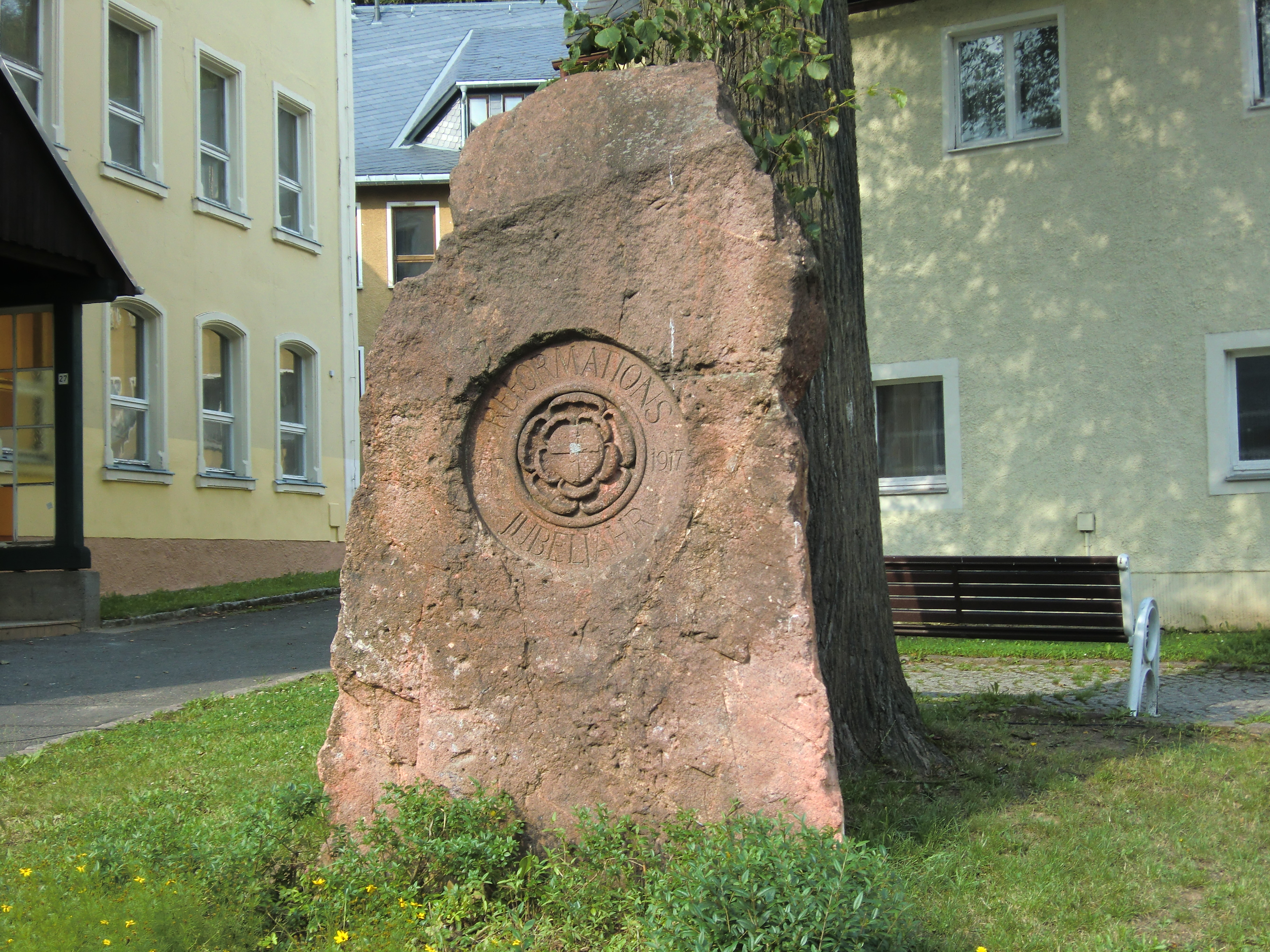
Reformationsdenkmal

Die evangelisch-lutherische Stadtkirche Geising (Erzgebirge) ist eine Emporenhalle aus Spätgotik und Spätrenaissance in Geising, heute Stadtteil von Altenberg (Erzgebirge) im sächsischen Osterzgebirge.

## Geschichte
Bereits im Jahr 1479 wird eine der Jungfrau Maria geweihte Kapelle urkundlich erwähnt. Bekannt ist ebenfalls, dass ein Pleban, also ein Leutpriester mit pfarrlichen Rechten, eingesetzt wurde. Dieses hölzerne Bauwerk wurde in der Zeit von 1484 bis 1513 durch einen aus Sandsteinen errichteten Kirchenneubau abgelöst. Am 6. Oktober 1484jul. erfolgte die Grundsteinlegung. Der Abt des Klosters Altzella bei Nossen, Martin von Lochau, weihte die neue Kirche im Jahr 1513. Durch den Einzug der Reformation im Jahr 1539 wurde die Gemeinde Geising evangelisch. In den Jahren 1567 und 1644 wurden nach heftigen Stürmen Turmreparaturen notwendig. Aufgrund des wirtschaftlichen Aufschwungs durch den Bergbau und der damit verbundenen Nebengewerke wurde ein Erweiterungsbau der Kirche erforderlich. 1689/1690 erhielt das Gebäude seine heutige Gestalt. Ausführende waren der Maurermeister Zacharias Kunde aus Pirna und Andreas Böhme aus Breitenau; Zimmerermeister Georg Seifert aus Börnersdorf führte die Holzarbeiten aus.
Kollator der Kirche wurde Rudolf von Bünau der Jüngere, der den Kirchenbau sehr unterstützte. Die Baukosten betrugen circa 5000 Taler und wurden vom Kirchenvermögen beglichen. Zur protestantischen Gemeinde von Alt- und Neugeising gehörten ebenso bis zum Jahr 1614 Böhmisch-Vorderzinnwald, bis zum Jahr 1728 Böhmisch-Hinterzinnwald sowie bis zur Fertigstellung der eigenen Kirche im Jahr 1909 auch Sächsisch-Zinnwald und Georgenfeld.

## Architektur
Im Grundriss beträgt die Länge circa 30 Meter und die Breite circa 16,75 Meter (104 Fuß mal 58 Fuß). Der circa 48,75 Meter (170 Fuß) hohe achteckige Turm mit barocker Haube wurde im Jahr 1694 vollendet. Seitlich am Turm sind zwei Treppentürmchen angefügt. Über dem Turmportal befindet sich das Wappen der von Bünau zu Lauenstein.
An beiden Längsseiten befinden sich drei symmetrisch angeordnete hohe Bogenfenster mit einfachem Maßwerk, typisch für Kirchenbauten der Renaissance. Im Chor sind zwei solcher Fenster vorhanden. Die Fassaden sind verputzt, das Dach wurde mit Schieferschindeln gedeckt, und die zwischen den Fenstern vorhandenen Stützpfeiler sind mit Kupferblech abgedeckt. Von der Vorgängerkirche wurde die nördliche Wand in den Neubau mit einbezogen.
Das Innere der Kirche ist sachlich, symmetrisch und hell gestaltet. Das Schiff ist eine flachgedeckte dreischiffige Emporenhalle mit hölzernen Stützen und großflächiger Deckentäfelung, in beiden Seitenschiffen liegen drei Emporen übereinander. Turmseitig befindet sich die Orgelempore. Der Deckenabschluss ist hölzern und waagerecht abgehangen. Zum Altar hin befinden sich beidseitig Gebetsstübchen.

## Ausstattung
Von der Vorgängerkirche wurde ein um 1520 gefertigter Flügelaltar übernommen. Dieser zeigt den auferstandenen Christus als Weltenherrscher mit Maria, den kleinen Jesus haltend und Maria Salome. Auf dem rechten Flügel steht der Kirchenvater Hieronymus, und auf der linken Tafel ist der Bischof Thiemo von Salzburg dargestellt. In der größeren Kirche wurde ein neuer Altar mit dreistaffeligen Aufbau angeschafft. Dieser gibt die Passionsgeschichte wieder: im Unterteil ist das letzte Abendmahl, im Mittelteil die Kreuzigung Jesu und im Oberteil die Erscheinung der Auferstandenen dargestellt.
Der Taufstein wurde im Jahr 1741 von Gottfried Heymann, Hofriemer zu Dresden, gestiftet. Zwei aus Sandstein gefertigte Putten halten die aus einheimischem Zinn gegossene Taufschale. Zwei ebenfalls aus einheimischem Zinn gegossene Altarleuchter, Bergmänner darstellend, wurden von den Johann Christoph Wendisch, Kaufmann in Neu-Geising, und Gottlieb Grundig, Hochgräflicher Sternbergischer Berggeschworener aus Zinnwald, im Jahr 1685 gestiftet. Ein geschnitzter Engel schwebt im Altarraum, der Wetterengel. Ein Buntglasfenster, den Christophorus nach einer Grafik von Albrecht Dürer darstellend, stammt aus dem Nachlass von Heribert Fischer-Geising.
In der Vorkirche befindet sich ein Kruzifix aus der alten Kirche. Im unterirdischen Teil der Kirche befinden sich über 20 verschiedene Grabstellen und Grüfte von Geistlichen, Bergbeamten und Schullehrern nebst Familien.

## Orgel
Der aus Frankenberg/Sa. stammende Orgel- und Instrumentenbauer sowie auch Ratsherr in Geising Johann Daniel Ranft (1727–1804) baute von 1755 bis 1757 die Orgel für die Stadtkirche. Er war offensichtlich Schüler bei dem Orgelbauer Johann Ernst Hähnel. Es ist das größte erhaltene Werk Ranfts und der Orgelbauschule von Hähnel. In der Zeit wurde sie mehrfach verändert und umgebaut, zuletzt im Jahr 1944. In der DDR-Zeit wurden für eine Instandhaltung des Instrumentes keine finanziellen Mittel bereitgestellt. So verwahrloste die Orgel und wurde stark wurmgeschädigt. Erst in den Jahren 2008 bis 2009 in einem ersten Bauabschnitt wurde von der Firma Hermann Eule Orgelbau Bautzen die Technik, erhaltene Register und das Gehäuse saniert. Von 2012 bis 2013 wurden die fehlenden Register ergänzt und eine Kammertonstimmung durchgeführt. Die Disposition lautet wie folgt:
| I Hauptwerk CD–e3 |                    |    |
| 1.                | Principal          | 8′ |
| 2.                | Viola di Gamba     | 8′ |
| 3.                | Unda maris (ab e1) | 8′ |
| 4.                | Quinta Viola       | 8′ |
| 5.                | Praestanda         | 4′ |
| 6.                | Quinta             | 3′ |
| 7.                | Octava             | 2′ |
| 8.                | Süifflout          | 1′ |
| 9.                | Mixtur IV          |    |

| II Oberwerk CD–e3 |                |    |
| 10.               | Flaute major   | 8′ |
| 11.               | Flaute travers | 8′ |
| 12.               | Salicional     | 8′ |
| 13.               | Prinzipal      | 4′ |
| 14.               | Flaute minor   | 4′ |
| 15.               | Nasat          | 3′ |
| 16.               | Octave         | 2′ |
| 17.               | Flageolet      | 1′ |
| 18.               | Mixtur III     |    |

| Pedal C–d1 |               |     |
| 19.        | Principalbass | 16′ |
| 20.        | Subbass       | 16′ |
| 21.        | Octavenbass   | 8′  |
| 22.        | Posaunenbass  | 16′ |

- Koppeln: II/I (Schiebekoppel), I/P
- Calcant

## Glocken
Unterhalb des oberen Turmhelms hing einst die Bergglocke des Bergamtsreviers Neugeising aus dem Jahr 1615 (umgegossen 1703 und 1753), welche den Schichtbeginn für die Geisinger Bergleute verkündete. Die damalige Finanzierung erfolgte durch den Verkauf einer Zinnwalder Bergwerkshalde. Bei den Sanierungsarbeiten des Kirchturms im Jahr 2006 wurde die alte Häuerglocke in den Glockenboden umgehangen; dort bildet sie mit den zwei neugegossenen Bronzeglocken das heutige Kirchengeläut.
Das Geläut besteht aus drei Bronzeglocken, der Glockenstuhl ist aus Eichenholz, wie auch die Glockenjoche.
Im Folgenden eine Datenübersicht des Geläutes:
| Nr. | Gussdatum | Gießer                         | Material | Durchmesser | Masse  | Schlagton |
| --- | --------- | ------------------------------ | -------- | ----------- | ------ | --------- |
| 1   | 2006      | Glockengießerei Rudolf Perner  | Bronze   | 893 mm      | 481 kg | a′        |
| 2   | 2006      | Glockengießerei Rudolf Perner  | Bronze   | 738 mm      | 263 kg | c″        |
| 3   | 1753      | Glockengießerei J. G. Weinhold | Bronze   | 683 mm      | 180 kg | e″        |